# Rova

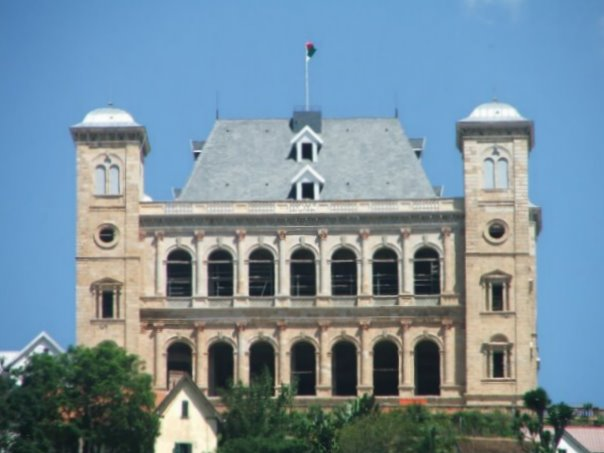
Palácio da Rainha (Manjakamiadana) no Rova de Antananarivo, 2010

O Rova /ˈruːvə/ (em malgaxe:  Rovan'i Manjakamiadana) é um complexo palaciano na capital de Madagascar, Antananarivo, que serviu como palácio real para o Reino de Madagascar entre os séculos XVII e XIX.
Com o tempo, o número de edifícios no local variou. Andrianjaka fundou a Rova com três edifícios e um túmulo dedicado no início do século XVII. O número de estruturas aumentou para aproximadamente vinte durante o reinado do rei Andrianampoinimerina no final do século XVIII. No final do século XX, as estruturas da Rova foram reduzidas a onze, representando vários estilos arquitetônicos e períodos históricos. O maior e mais proeminente deles foi Manjakamiadana, também conhecido como o "Palácio da Rainha" em homenagem à Rainha Ranavalona I, para quem o palácio de madeira original foi construído entre 1839 e 1841 pelo francês Jean Laborde. Em 1867, o palácio foi encaixotado em pedra para a Rainha Ranavalona II pelo escocês James Cameron, um missionário artesão da Sociedade Missionária de Londres. O vizinho Tranovola, um palácio de madeira menor construído em 1819 pelo comerciante crioulo Louis Gros para o rei Radama I, foi o primeiro edifício de vários andares com varandas na Rova. O modelo oferecido por Tranovola transformou a arquitetura nas terras altas ao longo do século XIX, inspirando uma mudança generalizada para casas de dois andares com varandas. Os terrenos de Rova também continham uma casa de madeira em forma de cruz (Manampisoa) construída como residência privada da Rainha Rasoherina, uma capela protestante de pedra (Fiangonana), nove túmulos reais e várias casas de madeira com nomes construídos no estilo tradicional reservado para o andriana (nobres) em Imerina. Entre os mais significativos estavam Besakana, erguido no início do século XVII por Andrianjaka e considerado o trono do reino, e Mahitsielafanjaka, um edifício posterior que passou a representar a sede da autoridade espiritual ancestral em Rova. Um incêndio na noite de 6 de novembro de 1995 destruiu ou danificou todas as estruturas do complexo da Rova pouco antes de sua inscrição na lista de Patrimônios Mundiais da UNESCO. Embora oficialmente declarado um acidente, persistem rumores de que um incêndio criminoso por motivos políticos pode ter sido a causa real do incêndio. A capela e os túmulos, assim como Besakana e Mahitsielafanjaka, foram totalmente restaurados com doações bilaterais do governo, fundos estatais e doações de doadores intergovernamentais e privados. A conclusão da reconstrução do exterior de Manjakamiadana está prevista para 2012, enquanto o trabalho de restauração interior continuará pelo menos até 2013. Assim que o edifício estiver totalmente restaurado, Manjakamiadana servirá como um museu exibindo artefatos reais salvos da destruição no incêndio. A restauração estava em andamento em junho de 2020 e um novo "Coliseu" de concreto também estava sendo construído no Palácio da Rainha em meio a alguma controvérsia.